# Kees van Pelt
Kees (Cornelis Hendrik) van Pelt (Oud-Beijerland, 6 januari 1960) is een Nederlands auteur en columnist.
Van Pelt schreef de historische roman Het Hennepen Venster over de volksoproer van 1787 waarbij de Prinsgezinden in Oud-Beijerland hun woede koelden op de overheersende Patriotten. Een van de hoofdfiguren, de Prinsgezinde Jochem van Gelder wordt gevangengenomen en na een partijdig proces berecht. De roman waarvoor verschillende archieven werden nageplozen is vooral een tijdschets.
Van Pelt is ook columnist voor huis-aan-huisblad Het Kompas